# Der Tag des Delphins
Der Tag des Delphins (Originaltitel: The Day of the Dolphin) ist ein US-amerikanischer Science-Fiction-Thriller aus dem Jahr 1973. Regie führte Mike Nichols. Als Vorlage diente der Roman Ein vernunftbegabtes Tier vom französischen Schriftsteller Robert Merle.
Der Film kam am 19. Dezember 1973 in die US-amerikanischen Kinos. In der Bundesrepublik Deutschland startete der Film am 25. August 1974, in der DDR wiederum am 5. März 1976.

## Handlung
Der ehrgeizige Wissenschaftler Dr. Jake Terrell und seine Frau Maggie trainieren zusammen mit ihrem kleinen Team in ihrer abgelegenen Forschungsstation auf einer Insel Delfine, um sie zur Kommunikation mit Menschen zu befähigen. Sie bringen dem Delfin Alpha (kurz Fa genannt), den sie seit über vier Jahren in Gefangenschaft aufziehen, einfache Wörter bei. Als Fa jedoch beginnt, die erlernten Wörter zu vergessen, stellen sie ihm ein in freier Wildbahn gefangenes Delfinweibchen vor, das sie Beta (kurz Be genannt) nennen. Fa fällt zunächst in seine natürliche Kommunikationsform zurück, bringt Be aber bald bei, auch die Wörter der Menschen zu verstehen.
Terrells Forschung wird vom Institut Franklin Foundation finanziert, die von Harold DeMilo geleitet wird. Ein verdeckter Regierungsagent, Curtis Mahoney, erpresst DeMilo, um unter dem Vorwand, als freier Journalist über Delfinforschung zu schreiben, Zugang zu Terrells Einrichtung zu erhalten. Obwohl Terrell und sein Team versuchen, Mahoney hinzuhalten, findet dieser die Wahrheit über Fa und Be heraus und droht, seine Erkenntnisse zu veröffentlichen. Um dies zu verhindern, willigt Terrell ein, DeMilo seine Fortschritte gegenüber dem Vorstand des Instituts offenzulegen, und reist zum Festland, um mit ihnen eine Pressekonferenz abzuhalten. Als er und Maggie dort ankommen, wird die Pressekonferenz auf mysteriöse Weise abgesagt. Fa und Be werden währenddessen von der Insel entführt.
Nach der Entführung der Delfine verrät Mahoney, dass das Institut plant, die Delfine für ihre Zwecke zu trainieren, um ein politisches Attentat zu verüben: der Präsident der Vereinigten Staaten – der sich auf einer Yacht befindet – soll mit einer magnetischen Haftmine getötet werden. Es stellt sich heraus, dass David, ein Mitglied von Terrells Team, ein Undercover-Agent des Instituts ist und den Verschwörern dabei hilft, die Delfine für das Attentat zu trainieren.
Die Verschwörer verlieren mit Fa langsam die Geduld, als er nicht auf ihre Kommandos hören will, und planen, ihn zu töten. Er kann jedoch fliehen und kehrt zu den Terrells zurück. In der Zwischenzeit schicken die Verschwörer Be los, um die Haftmine an der Yacht des Präsidenten zu platzieren. Als Jake begreift, was vor sich geht, fordert er Fa auf, Be aufzuhalten. Fa fängt Be ab und leitet sie dazu an, die Mine stattdessen unter dem Boot der Verschwörer zu platzieren, das bei der folgenden Explosion zerstört wird, wobei alle Besatzungsmitglieder ums Leben kommen. Fa und Be kehren zu den Terrells zurück. Als DeMilo sich mit einem Wasserflugzeug der Insel nähert, weist Jake Fa und Be an, zu fliehen und eigenständiges Leben im Ozean zu führen. Fa zögert, da er eine starke Bindung zu Jake und Maggie aufgebaut hat, aber Jake befiehlt ihm barsch, zu gehen. Schließlich fliehen beide Delfine und lassen Jake und Maggie zurück, die auf DeMilo warten und über das Geschehene nachdenken.

## Hintergrund
- Die Handlung weicht sehr stark von der literarischen Vorlage ab und hat mit dieser nur noch die Grundidee gemeinsam.[1]
- Laut US-Medienberichten kaufte United Artists im April 1969 die Filmrechte zum Roman und engagierte Roman Polański, um das Drehbuch zu schreiben sowie um Regie zu führen und zu produzieren.[1]
- Die Dreharbeiten waren für Ende 1969 in Florida und San Diego geplant. Während sich Polański im August 1969 zur Vorbereitung der Dreharbeiten in London aufhielt, wurde seine schwangere Frau, die Schauspielerin Sharon Tate, in ihrem Haus in Beverly Hills von Anhängern von Charles Manson ermordet. Polański verließ daraufhin London und zog sich aus dem Projekt zurück.[1]
- Kurz danach übernahm Walter Mirischs Produktionsfirma Mirisch Corporation die Filmrechte von United Artists. Im Februar 1970 wurde Polański durch Franklin J. Schaffner als Regisseur ersetzt. Und kurz danach wurde Roger O. Hirson als Drehbuchautor engagiert. Ab März 1972 hatte jedoch die Produktionsfirma Avco Embassy Pictures das Projekt übernommen, und Schaffner  wurde durch Mike Nichols ersetzt. Buck Henry, der zuvor mit Nichols an  Die Reifeprüfung (1967) und Catch-22 – Der böse Trick (1970) zusammengearbeitet hatte, ersetzte Hirson. Robert E. Relyea fungierte als Produzent.[1]
- Im November 1972 wurden George C. Scott und seine Frau Trish Van Devere als Hauptdarsteller des Films bekannt gegeben.[1]
- Die Dreharbeiten fanden in Galleon Bay und Treasure Cay auf den Abaco-Inseln in den Bahamas sowie in Florida statt. Laut Produktionsangaben gab es insgesamt vier Delfine. Zwei Delfine, die sich während der Dreharbeiten im großen Becken aufhielten, wurden vor der Küste Floridas gefangen und speziell für den Film trainiert. Delfintrainer Peter Moss arbeitete über neun Monate hinweg täglich mehrere Stunden mit den Delfinen. Zusätzlich wurden zwei weitere Delfine für die Szenen im offenen Ozean eingesetzt. Gegen Ende der Dreharbeiten flohen die beiden Delfine, nachdem sie von einem vorbeifahrenden Motorboot erschreckt wurden. Die beiden anderen Delfine, die während der Dreharbeiten im Becken waren, wurden nach Abschluss der Dreharbeiten wieder ins Meer ausgesetzt.[1]
- Die Stimmung während der Dreharbeiten war äußerst schwierig. Der Film wurde größtenteils auf der nahezu unbewohnten Abaco-Insel über einen Zeitraum von vier bis fünf Monaten gedreht. Nichols hatte ein großes Problem mit dem Hauptdarsteller Scott, der der einzige große Star im Film war. Denn Scott steckte mitten in einer schweren Midlife-Crisis, trank sehr viel und kam an mehreren Tagen gar nicht zur Arbeit. Er stellte sogar laut in Frage, ob Schauspielerei ein geeigneter Beruf für einen erwachsenen Mann sei und die mehreren jungen und wenig bekannten Schauspieler, die seine Assistenten im Film spielten, waren sehr eingeschüchtert von ihm. Nichols war sehr besorgt über sein Verhalten, besonders als er während einer Party auf seinem Segelboot versuchte, die jüngeren Schauspieler zu überzeugen, einfach nicht zur Arbeit zu erscheinen – was sie allerdings ablehnten.[2]

## Rezeption

### Einspielergebnisse
Die Produktionskosten des Films werden auf 8,5 Millionen US-Dollar beziffert und war einer der teuersten Filme des Jahres. Der Tag des Delphins konnte in den USA und Kanada rund 2,3 Millionen US-Dollar einnehmen. Der Film konnte die Erwartungen an den Kinokassen nicht erfüllen, der Film gilt als kommerzieller Flop.

### Kritik
Der Film wurde von den Kritikern gemischt aufgenommen. Das Filmkritik-Portal Rotten Tomatoes gibt für den Film 44 % positive Rezensionen an, basierend auf 27 Kritiken. Die Filmkritikerin Pauline Kael schrieb 1973 in  The New Yorker einen negativen Artikel über den Film. Sie riet Nichols und Henry, das Filmemachen besser ganz aufzugeben, wenn das beste Thema, das ihnen einfiel, sprechende Delfine waren, die an einem Attentat beteiligt sind. Roger Ebert urteilte 1973 in der Chicago Sun-Times, dass Nichols so sehr darauf bedacht war, keinen konventioneller Science-Fiction-Thriller zu drehen, dass der Film dadurch nicht überzeugen könne. Der Tag des Delphins „wäre in den Händen eines weniger ambitionierten Regisseurs vielleicht interessanter gewesen, der auf Spannung, Action und Humor gesetzt hätte“. Gene Siskel von der Chicago Tribune verfasste 1973 eine positive Kritik: „Letzten Endes funktioniert Der Tag des Delphins, weil er die Werte feiert, die er vermittelt, und weil Scott diese Werte überzeugend darstellt. Diese Werte sind Kommunikation und Liebe. Trotz des Stoffes haben Nichols und Scott einen Film geschaffen, der uns daran erinnert, was Liebe und Fürsorge nicht nur für den Geliebten, sondern auch für die Person, die sie zeigt, bewirken können. Auf dieser Ebene ist Der Tag des Delphins wirklich eine Fabel“. Nach Ansicht der Cinema-Redaktion habe der Film eine schwache Handlung und sei daher wenig fesselnd, „einzig die Unterwasseraufnahmen mit den netten Tieren sind sehenswert“. Der film-dienst urteilt: „Eine ungewöhnliche Mischung aus Tierfilm, Politkrimi und Melodram, die sich zur anspruchslosen, aber kurzweiligen Unterhaltung entwickelt“.

### Auszeichnungen
- 1974: Oscar-Nominierungen für Georges Delerue in der Kategorie Best Music, Original Dramatic Score sowie für Richard Portman und Larry Jost in der Kategorie Best Sound.
- 1974: Golden-Globe-Nominierung für Georges Delerue in der Kategorie Best Original Score
- 1975: Nominierung der Academy of Science Fiction, Fantasy & Horror Films als Best Science Fiction Film